# 尾崎殿
尾崎殿（おざきどの、生没年不詳）は、安土桃山時代の女性。下総の大名千葉親胤の正室。

## 生涯
父は北条氏康。
婚姻した時期は親胤の元服の頃の可能性が高いとされており、氏康の娘の中では天文23年（1554年）7月に嫁いだ早川殿に次いで早い。
『小田原編年録』所収系図では尾崎殿と注記してあるが、その由来については不明。
親胤死去にともない、小田原に戻ったとみられるが、そうした動向を伝えるものはまったくない。

## 円妙院について
氏政の妹とされる人物で動向が不明な者に円妙院がいる。
『北条家過去帳』には慶長9年（1604年）4月30日に逆修しており、その時点で生存していたこと、法名を円妙院殿明庵宗勝大姉といったことがわかる。
これが尾崎殿に当たる可能性もある。